# Fantasy Adventure：穿靴子的貓的冒險
《Fantasy Adventure：穿靴子的貓的冒險》（ファンタジーアドベンチャー 長靴をはいた猫の冒険）是從1992年4月1日到9月23日每週星期三7時00分〜7時30分期間放送的冒險系奇幻電視動畫作品。於東京電視台上放送。動畫製作由Enoki Films負責。全26話。

## 概要
本作是以《穿靴子的貓》與《睡美人》為基礎改編。

## 人物
- 库斯托（クスト）    （声:松本保典）

主人公的黒猫。因穿了魔法靴子，而像人一样会说话。以剑为武器。
- 汉斯（ハンス）（声:山田榮子）

主人公。与萨拉公主相爱。为了拯救恋人而踏上冒险之路。
- 皮尔（ピエール）（声:坂本千夏）

精灵。因为忘记给ザキル发婚礼邀请函而被惩罚变成老鼠。与汉斯他们一起同行冒险。口头禅是「××だっちゅーに」。
- 萨拉公主（サーラ姫）（声:本多知惠子）

王宫里的公主。因为结婚典礼没有邀请恶魔而被诅咒要沉睡100年。
- ザキル（声:小宮和枝）

有着强大魔法的悪魔。因为没有收到结婚典礼的邀请，以为被瞧不起而怀恨在心，诅咒萨拉公主要沉睡100年。

## 製作團隊
- 企劃、製作 - 榎善教
- 監督 - 石崎すすむ
- 人物 - 白梅進
- 音樂 - 村上浩司
- 音樂製作協力 - Horipro
- 製作人 - 神田豊
- 美術設定 - 小林七郎、大山哲史、井野部修
- 美術材料 - 宮前光春、秋保富惠、東條俊寿
- 撮影監督 - 沖野雅英
- 編集 - 鶴渕友彰
- 標題 - マキ・プロ
- 攝影 - ティ・ニシムラ
- 音響監督 - 田中英行
- 修音 - 池上信照
- 效果 - Anime Sound Production

## 主題曲
片頭曲「8ビートのエチュード」
歌 - 千葉美加（索尼唱片）
作詞 - まさごろ、作曲 - REMOTE、編曲 - 梁邦彦
片尾曲「Heart to Heart」
歌 - 千葉美加（索尼唱片）
作詞 - まさごろ、作曲・編曲 - 梁邦彦

## 各話列表
| 播放日        | 話數 | 標題 | 腳本     | (分鏡) 演出         | 作畫監督   |
| ------------- | ---- | ---- | -------- | ------------------- | ---------- |
| 1992年 4月1日 | 1    |      | 山田隆司 | 石崎すすむ          | 丸山泰英   |
| 4月8日        | 2    |      | 山田隆司 | 松浦錠平            | 高木信一郎 |
| 4月15日       | 3    |      | 山田隆司 | 鈴木吉男            | 杉山東夜美 |
| 4月22日       | 4    |      | 雪室俊一 | 川瀨敏文            | 進藤滿尾   |
| 4月29日       | 5    |      | 雪室俊一 | 知吹愛弓            | 安部正己   |
| 5月6日        | 6    |      | 山田隆司 | 鈴木吉男            | 丸山泰英   |
| 5月13日       | 7    |      | 雪室俊一 | 松浦錠平            | 高木信一郎 |
| 5月20日       | 8    |      | 山田隆司 | 川瀬敏文            | 杉山東夜美 |
| 5月27日       | 9    |      | 雪室俊一 | 知吹愛弓            | 進藤満尾   |
| 6月3日        | 10   |      | 雪室俊一 | 鈴木吉男            | 安部正己   |
| 6月10日       | 11   |      | 山田隆司 | 大庭秀昭            | 丸山泰英   |
| 6月17日       | 12   |      | 山田隆司 | 松浦錠平            | 高木信一郎 |
| 6月24日       | 13   |      | 雪室俊一 | 知吹愛弓            | 進藤満尾   |
| 7月1日        | 14   |      | 雪室俊一 | 鈴木吉男            | 安部正己   |
| 7月8日        | 15   |      | 山田隆司 | 又野弘道            | 矢沢則夫   |
| 7月15日       | 16   |      | 雪室俊一 | 松浦錠平            | 高木信一郎 |
| 7月22日       | 17   |      | 山田隆司 | 石崎すすむ          | 丸山泰英   |
| 7月29日       | 18   |      | 雪室俊一 | 鈴木吉男            | 進藤満尾   |
| 8月5日        | 19   |      | 山田隆司 | 又野弘道            | 矢沢則夫   |
| 8月12日       | 20   |      | 山田隆司 | (石崎すすむ) 榊原純 | 進藤満尾   |
| 8月19日       | 21   |      | 雪室俊一 | 松浦錠平            | 高木信一郎 |
| 8月26日       | 22   |      | 雪室俊一 | 石崎すすむ          | 丸山泰英   |
| 9月2日        | 23   |      | 山田隆司 | 鈴木吉男            | 進藤満尾   |
| 9月9日        | 24   |      | 山田隆司 | 又野弘道            | 矢沢則夫   |
| 9月16日       | 25   |      | 雪室俊一 | 松浦錠平            | 高木信一郎 |
| 9月23日       | 26   |      | 山田隆司 | 石崎すすむ          | 進藤満尾   |

## 播放電視台
| 播放電視台 | 播放期間                    | 播放時間             |
| ---------- | --------------------------- | -------------------- |
| 東京電視台 | 1992年4月1日 - 9月23日      | 每週三 07:00 - 07:30 |
| 熊本電視台 | 1994年10月1日-1995年3月25日 | 每週六 08:00 - 08:30 |

## 出處
1. ↑  熊本日日新聞電視台專欄